# Trent Barrett

a Compétitions nationales et continentales officielles uniquement.

b Matchs officiels uniquement.
Trent Barrett, né le 18 novembre 1977, est un ancien joueur de rugby à XIII australien devenu entraîneur après la fin de sa carrière de joueur.

## Carrière de joueur
Trent Barrett commence sa carrière professionnelle au poste de demi d'ouverture aux Illawarra Steelers en National Rugby League en 1996, puis poursuit sa carrière aux St. George Illawarra Dragons après la fusion de ceux-ci avec les Steelers en 1998. Il laisse alors son poste à Anthony Mundine pour devenir demi de mêlée, avant de retourner à l'ouverture après le départ de ce dernier. Ses performances lui valent d'être récompensé en 2000 par la Dally M Medal et sélectionné en équipe d'Australie pour la Coupe du monde 2000.
En 2003, dans un incident qui fait sensation, son entraîneur Nathan Brown le gifle sur la ligne de touche au cours d'une défaite face aux Manly-Warringah Sea Eagles,.
Il quitte l'Australie pour l'Angleterre en 2006 en signant avec les Wigan Warriors. Très en vue, il est pressenti pour être nommé joueur de l'année mais ne remporte finalement que la troisième place du Man of Steel Award.
Laissé libre par Wigan, il signe en 2009 avec les Cronulla-Sutherland Sharks.

## Reconversion
Le 5 avril 2014, il est annoncé qu'il va prendre la suite de Carlo Napolitano comme entraîneur principal de l'équipe d'Italie.
En 2016, il prend la tête du staff des Manly-Warringah Sea Eagles. Son passage chez les Eagles est marqué par un conflit avec le propriétaire du club, Scott Penn, qui critique les résultats médiocres tandis que Barrett lui reproche la qualité selon lui insuffisante des infrastructures. Le 22 octobre 2018, Manly annonce que l'ancien double vainqueur du championnat, Desmond Hasler, allait reprendre le poste d'entraîneur de l'équipe première bien que Barrett dispose encore d'un contrat de 12 mois.
Un temps assistant d'Ivan Cleary aux Penrith Panthers, il retrouve en 2020 un poste d'entraîneur principal aux Canterbury-Bankstown Bulldogs.